# Peremoha (Browary, Baryschiwka)
Peremoha (ukrainisch Перемога; russisch Перемога Peremoga) ist ein Dorf im Osten der ukrainischen Oblast Kiew mit etwa 1400 Einwohnern (2001).

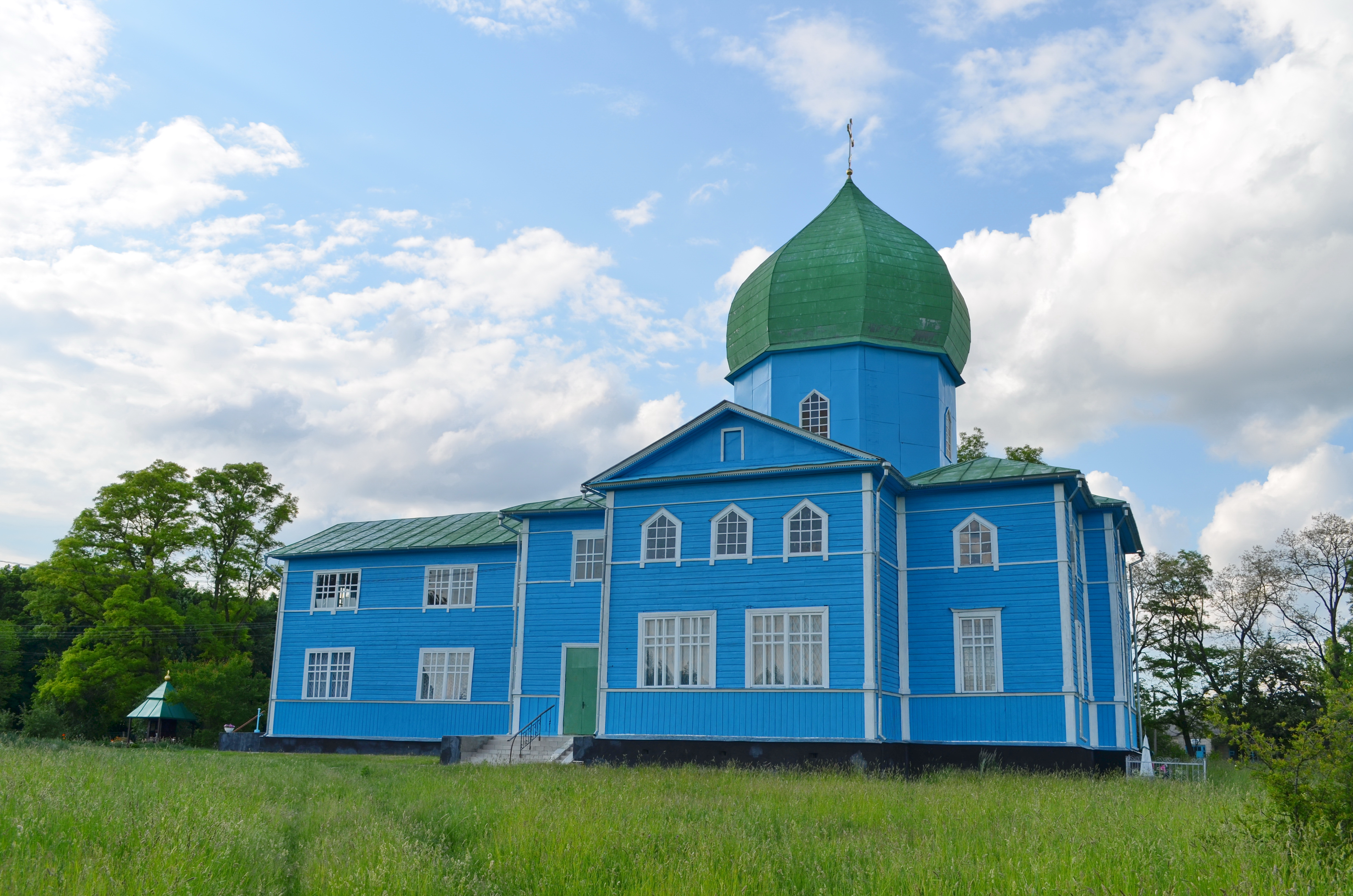
Kirche der Geburt der Jungfrau Maria von 1892

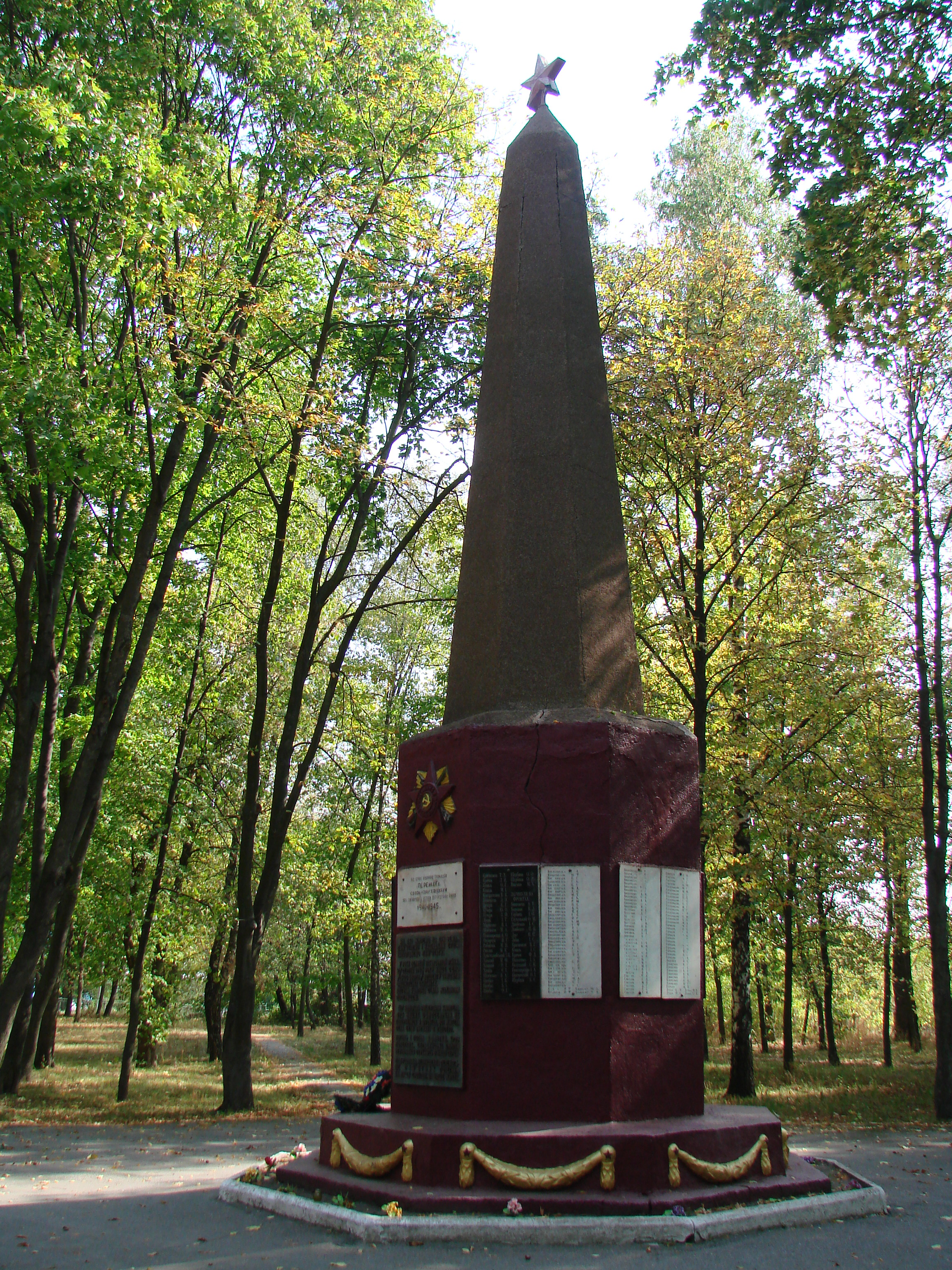
Denkmal für die ermordeten Dorfbewohner

## Geschichte
Das im Jahr 1400 gegründete Dorf, eine andere Quelle nennt die Mitte des 17. Jahrhunderts als Ersterwähnungsjahr, hieß bis 1945 Jadliwka (Ядлі́вка).
Im Dorf wurde 1892 eine Kirche errichtet, die, im Gegensatz zum restlichen Dorf, das während des Deutsch-Sowjetischen Krieges komplett niederbrannte, den Krieg überstand. Im Jahr 1946 wurde das Dorf wiederaufgebaut und erhielt seinen heutigen Namen. Das Kirchengebäude ging 1992 zurück an die orthodoxe Kirche.

## Geografische Lage
Peremoha ist die einzige Ortschaft der gleichnamigen, 68,66 km² großen Landratsgemeinde im Norden des Rajon Baryschiwka 5 km westlich der Grenze zur Oblast Tschernihiw.
Das Dorf liegt 60 km östlich vom Oblastzentrum Kiew an der nationalen Fernstraße N 07 zwischen Pryluky im Osten und Browary im Westen sowie am Beginn der Territorialstraße T–10–25, die nach 18 km in südliche Richtung zum ehemaligen Rajonzentrum Baryschiwka führt.
Am 12. Juni 2020 wurde das Dorf ein Teil der neugegründeten Siedlungsgemeinde Baryschiwka, bis dahin bildete es die gleichnamige Landratsgemeinde Peremoha (Перемозька сільська рада/Peremoska silska rada) im Norden des Rajons Baryschiwka.
Am 17. Juli 2020 kam es im Zuge einer großen Rajonsreform zum Anschluss des Rajonsgebietes an den Rajon Browary.